# 雷德班克 (新澤西州)
雷德班克（英語：Red Bank）是位於美國新澤西州蒙茅斯縣的自治市鎮。

## 人口
根據2020年美國人口普查的數據，雷德班克的面積為5.58平方千米，當中陸地面積為4.52平方千米，而水域面積為1.06平方千米。當地共有人口12936人，而人口密度為每平方千米2,318人。